# Cajalmería
Cajalmería fue el nombre comercial del Monte de Piedad y Caja de Ahorros de Almería, un monte de piedad y caja de ahorros fundada el 11 de marzo de 1900 en Almería (provincia de Almería, Andalucía, España) y que como tal realizó sus actividades hasta su fusión con otras 4 cajas andaluzas para constituir Unicaja el 18 de marzo de 1991. Inscrita en el Ministerio de Trabajo con el número 59. Su NRBE o código de Entidad era el 2006 y su CIF el G04000261. Sus diversos Estatutos regulaban su funcionamiento y órganos de gobierno: Consejo o Junta General, la Junta de Gobierno, la dirección y secretaría, las diversas operaciones, sucursales y personal empleado.

## Historia

### Orígenes y fundación
El Monte de Piedad fue fundado a sus expensas por doña Francisca María Giménez Delgado. Marchó a Barcelona, donde vivió varios años, a proponer su fundación al obispo José María Orberá y Carrión (desde 1876 a 1886), dejando para ello un capital tras su muerte, ocurrida el 1 de mayo de 1879. El 4 de mayo de 1878 otorga testamento ante el notario de Barcelona don Gerónimo Cahué y Ribas. No obstante, por problemas testamentarios, no comenzaría sus actividades hasta el 11 de marzo de 1900, siendo obispo don Santos Zárate y Martínez, sucesor de Orberá y fallecido el 7 de agosto de 1906, quien participará eficazmente en su instalación. El testamento dejaba para la fundación de “un Monte-Pío o Caja de Préstamos de capital, por de pronto, de trece mil duros...” Las dificultades de constitución derivaron del hecho que 8.600 duros estaban en poder de cinco deudores, por lo que hubo de esperarse su devolución, un número excesivo de albaceas residentes en tres ciudades distintas y que una parte de la herencia la formaban fincas que se vendieron por lotes y a plazos entre 1888 y 1896. Encomienda el patronato y presidencia al obispo de Almería y a sus sucesores. El 29 de julio de 1899, ante el notario don Francisco Rico, se otorga la escritura de entrega del caudal para la fundación del Monte de Piedad al obispo Santos Martínez, representado por don Francisco Ruiz de Velasco, y al representante del cura párroco de Santiago. Los estatutos y reglamento fueron aprobados por el ministro de Gobernación don Eduardo Dato el 9 de enero de 1900 por R.O. de la reina regente doña María Cristina de Habsburgo-Lorena.

### Inicio de operaciones
Tiene su primera sede en la plaza Marín número 2, actual plaza del Monte, casa donde naciera doña Francisca en Almería y donde Unicaja mantiene la oficina del Monte de Piedad. Sus fachadas daban a las calles de la Hermosura, hoy Navarro Darax, y de Velasco. Se inaugura el citado 11 de marzo de 1900, con la asistencia del Obispo, el alcalde de Almería, don Antonio Iribarne Scheidnagel, y autoridades civiles y militares. El día 12 se inician las operaciones, desde las ocho de la mañana a las seis de la tarde, con descanso para comer.
El Consejo de Administración está presidido por el señor obispo de Almería, vocales natos que son el alcalde de la ciudad de Almería, el cura párroco de Santiago por tener su domicilio en su feligresía y los albaceas (dos al constituirse y que no nombraron sucesores), y vocales elegidos por el Obispado y el Consejo. Las primeras operaciones consisten en préstamos sobre ropas con plazo de seis meses y tope máximo de 100 pesetas, y sobre alhajas con plazo de un año y tope de 150 pesetas, préstamos hipotecarios por el plazo de un año y préstamos personales y sobre valores. En enero de 1901 se realizan las primeras subastas de bienes empeñados, aunque el porcentaje de fallidos es mínimo. En algunas de ellas los pujadores devuelven a sus dueños los lotes o los prorrogan. Se destinan aportaciones extraordinarias a desempeños gratuitos de una peseta a los más necesitados. En 1901 se inician los préstamos hipotecarios sobre fincas rústicas y urbanas y personales, de reducido importe dada la escasez de recursos; el primer préstamo es personal, por importe de 250 pesetas. La mayor hipoteca concedida esos años es de cinco mil pesetas.
En abril de 1902, con motivo de la huelga de los trabajadores portuarios, el Monte facilita préstamos y empeños para mantenerse, por lo que al decir del Padre Tapia se convierte en “caja de resistencia”, que llegó a facilitar a los obreros en huelga un total de setenta y cinco mil pesetas.
Tras el traslado de Ruiz de Velasco, el 15 de junio de 1903 se nombra a don José María Navarro Darax sustituto para regir la Institución. Ocuparía el cargo hasta 1912, cuando fuera promovido al deanato de la catedral de Valencia. El Ayuntamiento de Almería acuerda el 9 de septiembre de 1909 dar su nombre a la calle Hermosura, lindante al edificio fundacional. Durante este período la plantilla pasa de once empleados a 16; los fondos alcanzan el millón de pesetas. En 1904 se levanta la limitación máxima del importe de las imposiciones –el mínimo sigue siendo de una peseta- y pasan de remunerarse del 3 al 4 por ciento, 4,5 en las imposiciones a plazo fijo que son de tres años. El Consejo acuerda el 16 de agosto de 1906 que “Los saldos de la Caja de Ahorros se invierten en las operaciones de préstamos del Monte de Piedad y todos los bienes de éste responden de los saldos e intereses de aquélla”.
Al poco del inicio de las operaciones cierran casas de préstamos y usureros. Don Juan de la Cierva y Peñafiel, ministro de la Gobernación con don Antonio Maura en 1908 felicita a la Institución. Para 1911 sólo se conceden hipotecas sobre fincas rústicas en el partido judicial de Almería, por un período de dos años.

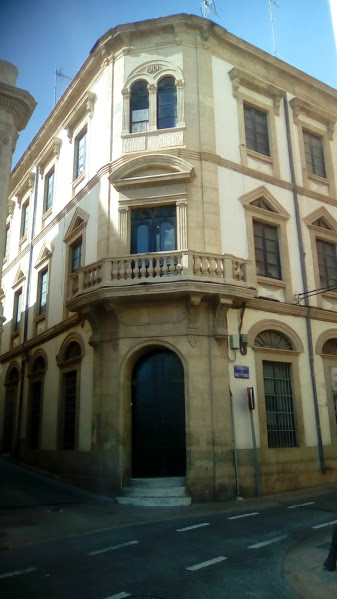
Primera sede de la Caja de Ahorros vista en 2017.

En abril de 1909 se compran unas casas en las calles Covadonga y Hermosura, se derriban, y sobre el solar se construye el nuevo edificio de la Caja de Ahorros, que el obispo Santos fundara junto y como complemento del Monte de Piedad, mientras que el Monte queda en el edificio fundacional. Las oficinas de la Caja de Ahorros se trasladan en 1910. La Caja de Ahorros promueve el ahorro entre los escolares y reparte libretas de ahorro en los colegios de la ciudad, con la colaboración del Ayuntamiento y de la dirección de la Escuela Normal del Magisterio.
El periodo que va desde 1912 a 1923 está marcado por la nueva vicepresidencia de don Joaquín Peralta Valdivia, que sustituye a Navarro Darax, y el director gerente don Antonio Salas Ramallo. El 28 de septiembre de 1912 el Consejo aprueba la adhesión de la Institución al Instituto Nacional de Previsión como entidad auxiliar o colaboradora. Se reanudan las operaciones de crédito hipotecario y personal limitadas a cinco mil y dos mil pesetas respectivamente.

### Primera crisis
El Establecimiento sufre su peor crisis a partir de 1914 al iniciarse la Primera Guerra Mundial. A poco de iniciarse la Guerra los Fondos Públicos, en los que la Caja tiene invertidos 1.400.000 pesetas del total de dos millones a que ascienden los depósitos, caen un 15 por cien del precio de compra. Ese verano ve afectada la economía de la ciudad y ciertos bulos que corrieron entonces provocan a principios de agosto cierto pánico y reintegros de efectivo. Se toman medidas para atajar la situación que se normaliza hacia finales de 1916. A principios de 1917 se reanudan las operaciones normales y la concesión de préstamos hipotecarios y personales suspendidos durante más de dos años. Durante estos años bajan los beneficios al mínimo y se reduce el ahorro. Para 1923 se han recuperado o aumentado el número de clientes y los saldos de ahorro, disminuyendo las operaciones de empeño y desempeño.
El 8 de abril de 1918 se celebra sesión extraordinaria del Consejo por la visita del nuncio monseñor Francisco Ragonesi, que el día anterior había consagrado a don Emilio Giménez Pérez, preconizado obispo.
Una segunda crisis afecta a la Institución a partir de 1929. A partir de 1924, y hasta su muerte en octubre de 1936, su nuevo director gerente es don Juan Ortega Uribe, sacerdote y anterior contador de la Caja. Don José López Guillén, consejero desde la fundación, fallece en 1927, siendo reconocido por el Consejo pues “ha sido el alma de nuestra Institución, salvándola muchas veces con sus iniciativas y disposiciones de la ruina”. En 1928 se modifican la distribución de las oficinas y despachos al público del Establecimiento. Se montan ventanillas con cristaleras sobre los mostradores.
La Caja de Almería rehúsa incorporarse a la Confederación Española de Cajas de Ahorros Benéficas que se lo solicita en noviembre de 1928. A fines de 1931 Es la homóloga andaluza quien solicita su inscripción y que asista a la Asamblea de 8 de enero de 1932 para discutir sus estatutos. Se aprueba unirse a la Federación de Cajas de Ahorro de Andalucía el 30 de marzo.
Cuando en 1928 el jefe del Gobierno, don Miguel Primo de Rivera regala el desempeño de todos los lotes de ropa de valor entre 2 y 25 pesetas. Con dicho motivo se desempeñan en la Caja 29.335 lotes por un valor total de 211.837,45 pesetas. El 15 de noviembre el Consejo acuerda contribuir con 500 pesetas a la erección del monumento del Sagrado Corazón de Jesús en el cerro de San Cristóbal, a petición de doña Ángela Fornovi y de don Florentino Castro Guisasola.

### Segunda crisis, hasta la Guerra Civil
Cuando el Gobierno de la Segunda República suprime la asignación económica del Estado a la Iglesia el Consejo asigna 250 pesetas anuales a los sacerdotes más necesitados, 500 desde 1935.
La crisis iniciada en 1929, que llega a la alarma en 1931, comienza a superarse en 1934. En este período se produce la pérdida de clientes y de saldos, teniendo que recurrirse a los depósitos en el Banco de España. Dos años después comienza la guerra civil española, radicalizándose la persecución contra la Iglesia y toda institución con la que pueda estar relacionada. Se constituye un Comité Central Revolucionario. El Establecimiento es vigilado por los milicianos del 20 al 29 de julio de 1936, cuando el Comité se incauta del mismo y nombra un Comité Administrativo presidido por el alcalde, don Antonio Ortiz Estrella, encargándose don Andrés Galera Yepes de la contaduría y dirección.
En este período son asesinados los consejeros señor obispo don Diego Ventaja Milán, el vicepresidente segundo don Rafael Calatrava Ros, y los vocales don José Álvarez Benavides de la Torre, don Carmelo Coronel Jiménez, don Diego Morata Cano, don Luis Belda y Soriano de Montoya y don Manuel Martínez Jiménez; durante la Guerra murieron don Juan de la Cruz Navarro de Haro y don Vicente Cabo Rodríguez.
Son cesados algunos empleados como el director don Juan Ortega Uribe, asesinado en octubre, el contable don Fernando Peralta Valdivia, el cajero don Andrés Pérez Magaña, el depositario de alhajas don Pedro Cervantes Pérez, el oficial mayor don Jesús María Castillo Moreno, el auxiliar de caja don Diego Ruiz Morata, también asesinado, el colocador don Rafael Florido Castro, el depositario de ropas don José Fernández Becerra y el guarda don Francisco Rodríguez Guillén; es detenido y asesinado el tasador don Ramón Guijo Alcaide, y desaparece el nuevo secretario de la Presidencia don José Rull Casquet. Son incautados los saldos de congregaciones y religiosos, así como de “ricos” y personas desafectas al régimen. Se funde todo el oro depositado y el 28 de octubre el ministro de Hacienda, dispone que el oro se entregue al Banco de España: 187 monedas de un valor de 12.418,33 pesetas.
Las operaciones no llegan a normalizarse y se presenta la bancarrota. Por decreto del Ministerio de Sanidad de España del 14 de enero de 1937 se ordena que la Administración pase al Consejo Provincial de Asistencia Social. Poco después se comunica el cese de las actividades del anterior Comité Directivo. El 16 de junio el director general de Trabajo nombra una comisión, que se constituye como nuevo Consejo de Administración, que se hace cargo de la Institución. El 5 de enero de 1938 se abandona dicha administración. En marzo de 1938 se hace cargo de la gestión el delegado de Hacienda hasta el final de la Guerra.

### La recuperación

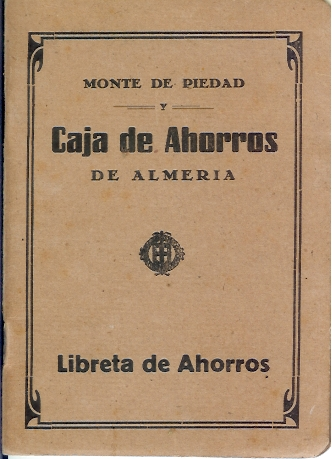
Libreta de los años 50

El 30 de marzo de 1939 comienzan a reintegrarse a sus puestos los antiguos empleados; es director don José Mejías Torres, y el Consejo está presidido temporalmente por el arzobispo de Granada. Se constata una pérdida patrimonial de unas 650.336,74 pesetas. El Establecimiento abre de nuevo sus puertas el 3 de noviembre. En diciembre la Caja se incorpora a la Confederación Española de Cajas de Ahorros Benéficas (CECA).
Desde 1940 es su director gerente don Ricardo Pérez Reche. Importantes personajes para el futuro comienzan a trabajar en este período: don Francisco Gómez Cordero como vocal, en 1939, y don Antonio Frías Giménez como contador en julio de 1943. Se reanudan las operaciones hipotecarias, los préstamos personales y agrícolas (muy perjudicados por los escasos ingresos de la uva y el esparto durante la Segunda Guerra Mundial) y que no mejorarían hasta 1947; el personal se eleva a 16 empleados. En diciembre de 1943 se incorpora a las reuniones el nuevo obispo de Almería, don Enrique Delgado Gómez, quien nombra director al primer seglar, don Francisco Gómez Cordero, en julio de 1944. En diciembre se renueva el Consejo entrando a formar parte de él personalidades como don Jesús Durbán Remón. En diciembre se acomoda la plantilla a la nueva Reglamentación Nacional del Trabajo de 24 de abril de 1946. Desde ese año comienza a celebrarse en Almería cada 31 de octubre el “Día Universal del Ahorro”.
En diciembre de 1947 preside el Consejo el obispo don Alfonso Ródenas García; ocupa el cargo durante 18 años. Su preocupación fundamental es la promoción de la Obra Benéfico-Social, propia y ajena. Conoce uno de los períodos de máxima expansión de la Institución: 1951 se cierra triplicando la actividad y los saldos de ahorro.
El 18 de enero de 1951 el Consejo aprueba el Reglamento Interior de Personal, que se adapta a la Reglamentación Nacional de 27 de septiembre del año anterior, y es aprobado por la Dirección General de Trabajo el 27 de julio de 1952. En 1952 el Estado abona el déficit de los préstamos agrícolas, unas 66.705 pesetas. Se amplía plantilla en 1955, año en que entran don Gaspar Galindo Maeso y don Alejo Rodríguez Mellado.
En abril de 1953 el Consejo acuerda la venta del inmueble de la Caja de Ahorros en la plaza Marín, que sería adquirido por el Colegio Oficial de Farmacéuticos por 275.000 pesetas. El 25 de marzo de 1955 se adquiere el edificio de “Calzados Plaza” por 2.300.000 pesetas. De la adaptación del edificio se encargaría el arquitecto don Guillermo Langle Rubio, obras realizadas por don Enrique Alemán Herrada. Se mantiene el edificio fundacional del Monte de Piedad.

#### “Operación agencias”
Promovida por el entonces interventor Antonio Frías Giménez el Consejo aprueba la apertura de diversas agencias por la provincia. En 1953 se aprueba y el Ministerio de Trabajo autoriza la apertura de agencias en Albox (la primera de la provincia) y Huércal-Overa; en 1954 se abren en Tíjola, Vélez-Rubio, Adra y Berja; en 1955 las de Vera, Cuevas del Almanzora, El Ejido y Canjáyar. En 1956 se abren la urbana en plaza Marín de la capital y las de Macael, Gádor, y Garrucha. En 1957 se abren en Laujar, Tabernas, Fiñana, Carboneras, Serón, Lubrín, Oria y Níjar. Alboloduy en 1958; en 1959 abren Roquetas de Mar, Pulpí, Sorbas, Dalías y la urbana de Pescadería. En 1961 se inauguran las oficinas de Ohanes y Puente del Río. En muchas localidades del Poniente Almeriense empieza a ser evidente la prosperidad generada por los nuevos cultivos hortícolas en regadíos y las técnicas de enarenados e invernaderos. En 1964 se inauguran las oficinas en Villagarcía (Almería), Alhama de Almería, Antas, Balerma, Cantoria, Mojácar, Padules, Pechina, Purchena y Vélez-Blanco. En 1965 las de El Alquián y Turre. Benahadux, Chirivel abren en 1966. En 1967 se abren oficinas en La Cañada de San Urbano y calles Velázquez y Altamira (Almería) y en Gérgal, Nacimiento, Zurgena y El Parador de la Asunción. En 1969 la Confederación permite la apertura de una oficina en su sede en Madrid. Abre oficinas en Abla y Viator en 1970 y en Albanchez, Arboleas y la nueva Lonja de la Pescadería en los dos años siguientes. En 1973 abre la de la Lonja y las de La Mojonera de Félix y la de María.

### Nueva Central

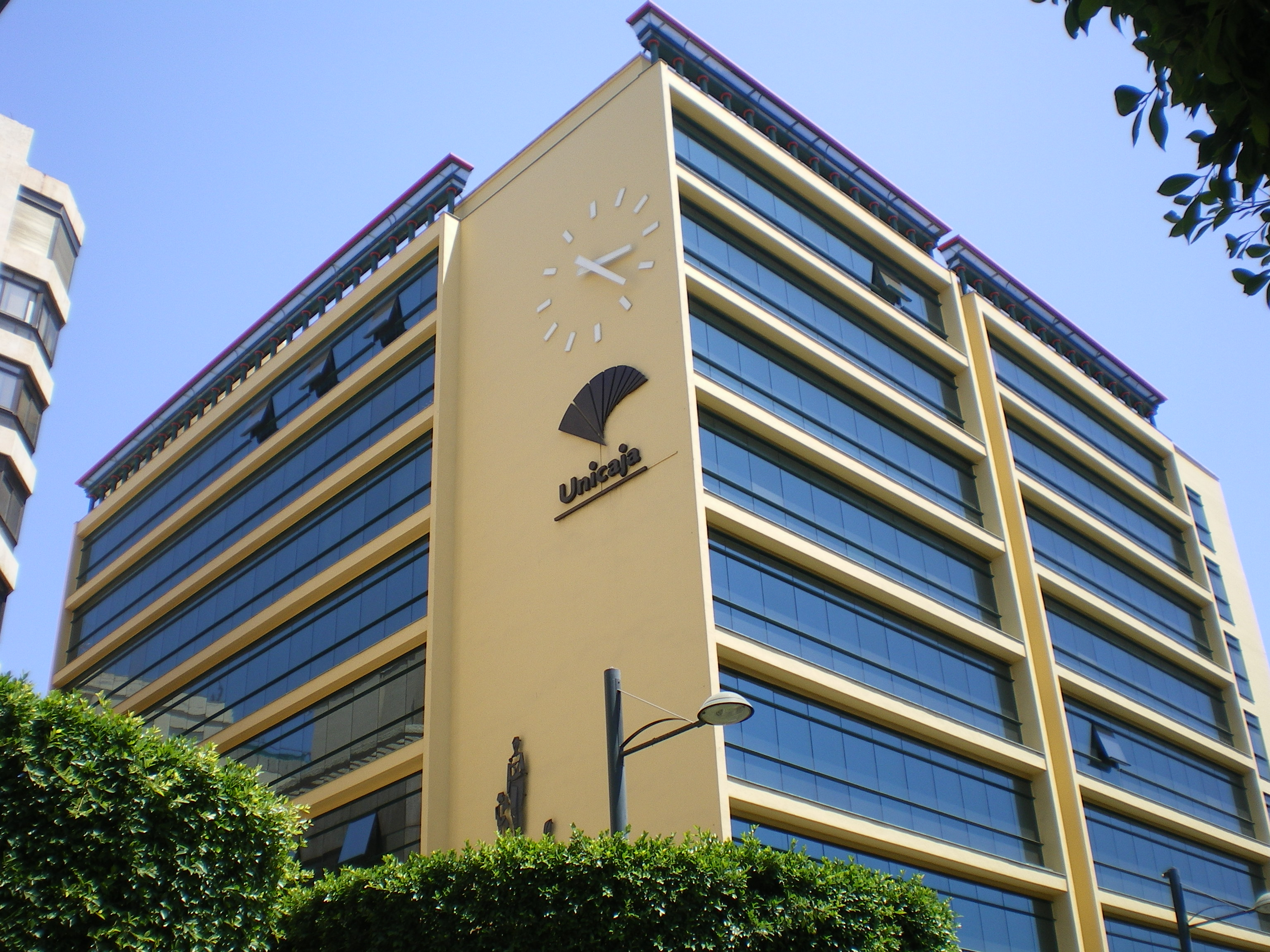
Central de la Caja de Ahorros en el Paseo de Almería desde 1968 (ahora de Unicaja en la capital, como podía verse en 2009)

Durante este tiempo disminuyen las operaciones de empeños y desempeños de ropas y alhajas, aumentando su valor medio, y se incrementan los préstamos hipotecarios y personales. Antonio Frías es nombrado subdirector en 1956, conservando el cargo de Interventor. El protectorado y servicio de las Cajas de Ahorros pasa del Ministerio de Trabajo al de Hacienda.
El 30 de junio de ese año se inaugura la sede Central en el entonces Paseo del Generalísimo, ahora de Almería, junto al “camino de la plaza”, en el cruce de las calles Castelar y Aguilar de Campoo. En el segundo semestre las operaciones se incrementan un 40% sobre las del primero.
El 7 de junio de 1957 la Oficina Especial del Crédito Agrícola autoriza el convenio para que la Caja pueda distribuir los créditos entre los agricultores. Desde el 8 de enero de 1958 ocupa la dirección don Antonio Frías Giménez.
Durante los años 1960 y 1961 se estudia y se realiza el proceso de reorganización y mecanización de las oficinas. Coordinan dichos trabajos los empleados Gaspar Galindo Maeso, Wenceslao Mellado Alías, Joaquín Lázaro y Alberto Navarro del Río, y los consejeros Juan Antonio Gómez Angulo y José Pérez Cabrera. Desde el 7 de marzo de 1963 su nuevo subdirector-interventor es don José Pérez Cabrera (natural de Chirivel, sobrino del que fuera director gerente desde 1940, D. Ricardo Pérez Reche) y don Wenceslao Mellado Alías pasa al servicio de inspección. El 28 de noviembre el Consejo aprueba el reglamento de la Academia de Personal y nombra su director a don Gaspar Galindo Maeso y profesores a don Alberto Navarro del Río y a don Alfonso Román Amezcua.
El 1 de octubre de 1962 se acuerda la compra del local en Paseo del Generalísimo número 143, en 2.500.000 pesetas, después se acuerda su derribo para la construcción de un nuevo inmueble para instalar la central. Del concurso de ideas se selecciona el proyecto del arquitecto don Javier Peña. Las obras se adjudican a don Manuel Fernández-Delgado Morato el 28 de febrero de 1964, por un importe de 10.455.866,52 pesetas. Ese día se decide la adquisición del edificio adjunto al solar en 3.500.000 pesetas.
El 7 de noviembre de 1965 muere el obispo don Alfonso Ródenas. En 1965 los saldos depositados superan por primera vez los 1.000.000.000 de pesetas (1.232.000.000, repartidos en 84.646 cuentas de ahorro). A mediados de los años 60 el incremento de saldos supera la media de los de la CECA.
1967 se inicia con un sobresalto: el 27 de enero corre el rumor en Padules que La Caja de Ahorros suspendía pagos por estar en quiebra. El rumor corrió por la provincia, afectando especialmente a Alhama donde los reintegros superaron el 90 % de los depósitos. En 5 días se realizaron reintegros por importe total de 256.000.000 de pesetas, si bien se realizaron ingresos por un total de 52.000.000. El pánico afectó al 20 % de los clientes. La crisis apenas afectó al poniente y se restableció el orden y la confianza en pocos días. En dos meses se recuperan todos los reintegros y el año acaba con un incremento global de los saldos depositados de 210.000.000 pesetas.
El 28 de marzo se separan los cargos de subdirector y la de interventor, cargo que pasa a ocupar don Gaspar Galindo Maeso cuando se inaugure la nueva Central. El 10 de mayo de 1968 se inaugura el edificio de la nueva sede Central en el Paseo de Almería y actual sede central de Unicaja en la provincia de Almería. El 29 de diciembre de 1970 se acordará la construcción de un edificio gemelo en el solar contiguo adquirido en 1964. También se designa consejero e don Abelardo Campra Bonillo quien en 1971 propone al Consejo que se incluyan dos representantes de los empleados en la comisión que estudia la reforma de los Estatutos. Son designados el 2 de agosto don Alberto Navarro del Río y don José Antonio Romero Martínez. Dichos Estatutos entrarán en vigor en 1974.

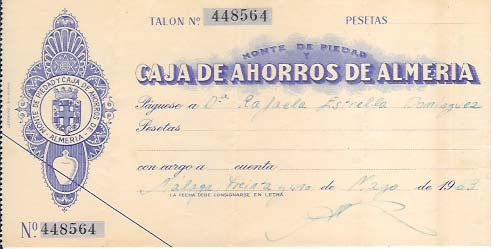
Talón de la Caja de Ahorros de Almería, años 60

El 30 de junio de 1972 se adjudican las obras del nuevo edificio de ampliación de la central a la Empresa Enrique Alemán, en 20.546.000 pesetas. El primer semestre del año 1973 conoce elevados aumentos en los índices de actividad, hasta que esta se ve afectada por las graves riadas e inundaciones del 19 de octubre que afectan a la provincia y a las limítrofes. Se abre una suscripción que la Caja inicia con 5.000.000 pesetas y que se pone a disposición del Gobierno Civil de Almería. Se llegan a acuerdos para conceder préstamos a más bajo interés a los agricultores, comerciantes, obreros y propietarios afectados.
En 1987 sus beneficios ascendieron a 1.732.000.000 pesetas, un incremento del 33,95 % respecto al ejercicio anterior, el mayor registrado en toda la historia de la Entidad. Las inversiones crediticias fueron de unos 46.621.000.000, un aumento del 71,98 %, lo que la situó en el segundo lugar de las cajas españolas por su crecimiento en inversión, beneficiando principalmente a la vivienda, el comercio y la agricultura.
La Caja se incorpora a la entrada en funcionamiento del Sistema Nacional de Compensación Electrónica (SNCE), fijado para el 13 de marzo de 1990.

### La fusión:Unicaja
Aprobada la fusión en segunda votación de su Asamblea general de 26 de mayo de 1990, tras no alcanzarse los dos tercios necesarios en la primera votación celebrada el 24 de febrero anterior.
La votación de 24 de febrero tuvo los votos contrarios de los representantes de los empleados y de los partidos políticos PP, IU-LV-CA y CDS, y el voto favorable de los representantes del PSOE. El Consejo de Administración de la Caja intensificó los contactos para contar con los votos del Patronato Fundacional, dependiente del Obispado de Almería, entonces regido por don Rosendo Gastón, o de alguno de los consejeros ausentes en la primera votación para obtener los dos tercios de los 109 miembros de la Asamblea. El resultado fue de 58 votos a favor (insuficiente 53 %), 36 en contra y 6 abstenciones; hubo 9 ausencias. Algunas voces pusieron en duda la validez legal y moral de aquella segunda votación.
Unicaja celebra su 125 Aniversario (1884-2009).

## Obra social y patrocinios
La Caja de Ahorros de Almería ha ejercido muy diversas acciones dentro de su Obra Social y Cultural, solicitando trabajos a empresas, concediendo préstamos de carácter social, participando en sociedades o subvencionando obras sociales ajenas. A modo de ejemplo:
- Construcción de viviendas sociales, “Constructora Santos Zárate”
  - Barriada “Araceli”, desde 1962, Rambla Iniesta
- “Biblioteca Alfonso Ródenas”, Albox, 1959
- Centro Asistencial “San Cristóbal”
- Becas de estudio
- Residencia de estudiantes “San Urbano”, La Cañada, en 1972
- Ayuda para la investigación y estudio de la historia local y provincial, 1968
- Participación en empresas
  - Insecticidas Procampo, S.A.
  - Mercoalmería y Urbanizadora Aguadulce, S.A.
- Guarderías infantiles
  - “Obispo Alfonso Ródenas”, El Alquián,
  - “Manuel Casares”, Los Molinos
- Hospital dispensario de la Cruz Roja Española en Regiones Devastadas
- Colegio Universitario
- Pistas Polideportivas, El Alquián, 1974
- Hogares de pensionistas y jubilados
  - “San Francisco de Paula”, Gádor,
- Escuelas de formación agraria (Escuela Familiar Agraria Campomar, Aguadulce), en 1972[15]
- Club Balonmano Almería[16][17]
- Club Voleibol Almería[18][19]
- Aula de Cultura, sala de exposiciones, conciertos y conferencias[20]
- Certamen de Pintores Noveles, desde 1976[21]
- Apoyo a instituciones culturales como la Asociación de Amigos de la Catedral
- Ediciones y publicaciones, editando directamente, patrocinando o encargando las obras:

### Autores
- - Francisco Alarcón Alarcón
  - José Jaime Capel Molina
  - Florentino Castro Guisasola
  - Fernando Fernández Bastarreche
  - Günther Kunkel
  - Juan López Martín
  - Bartolomé Marín Fernández
  - Juan Martimar
  - Javier Fornieles Alcaraz
  - José Miguel Naveros
  - José Ropero Herrada
  - José Ángel Tapia Garrido (Padre Tapia)
  - Guillermo Verdejo Vivas
  - Celia Viñas Olivella

### Editoras
- - Revista Andarax
  - Sociedad de Estudios Económicos de Andalucía

### Discografía
- - "75 Aniversario", "Himno de Almería", con letra de José María Álvarez de Sotomayor, "Himno a la Virgen del Mar", con letra de Manuel del Águila, y música en ambos casos de José Padilla
  - "Himno de Coronación a la Virgen del Saliente", poema de Julio Alfredo Egea y música de Juan Alfonso García; Niños Cantores de la Catedral de Guadix, dir. Carlos Ros González, Ed. Tecnosaga, SA, Dep. Legal M-23276-1988, SPD-10.008, Madrid, 1988